# Danville (Indiana)
Danville és una població dels Estats Units a l'estat d'Indiana. Segons el cens del 2000 tenia 6.418 habitants.

## Demografia
Segons el cens del 2000, Danville tenia 6.418 habitants, 2.350 habitatges, i 1.670 famílies. La densitat de població era de 404,2 habitants per km².
Dels 2.350 habitatges en un 37,6% hi vivien nens de menys de 18 anys, en un 58,7% hi vivien parelles casades, en un 8,7% dones solteres, i en un 28,9% no eren unitats familiars. En el 25,1% dels habitatges hi vivien persones soles el 12,5% de les quals corresponia a persones de 65 anys o més que vivien soles. El nombre mitjà de persones vivint en cada habitatge era de 2,58 i el nombre mitjà de persones que vivien en cada família era de 3,11.
Per edats la població es repartia de la següent manera: un 27,6% tenia menys de 18 anys, un 8,4% entre 18 i 24, un 30,3% entre 25 i 44, un 20% de 45 a 60 i un 13,8% 65 anys o més.
L'edat mediana era de 35 anys. Per cada 100 dones de 18 o més anys hi havia 95 homes.
La renda mediana per habitatge era de 54.330$ i la renda mediana per família de 62.813$. Els homes tenien una renda mediana de 40.724$ mentre que les dones 26.678$. La renda per capita de la població era de 22.209$. Entorn del 2,1% de les famílies i el 2,5% de la població estaven per davall del llindar de pobresa.

## Poblacions més properes
El següent diagrama mostra les poblacions més properes.